# Muhtasib och Hisba
Muhtasib är ett slags ämbete som kan placeras mellan qadins och polisens uppgifter och ofta leds arbetet av någon med en hög position i samhället, en respekterad domare eller mufti. I Turkiet kallas denna position för Ihtsab Aghasi och har ungefär samma funktion som det arabiska muhtasibämbetet. Muhtasibens uppgift är att upprätthålla hisba på gator och torg. Hisba betyder balans och i det här avseendet betyder det att muhtasibämbetet ska hålla ordning på gator och torg ska upprätthålla ett balanserat samhälle med fokus på att samhällets religiösa och moraliska regler efterföljs.

## Historiskt
Historiskt var muhtasibämbetets uppgift att hålla ordning på marknadsplatsen i staden och övervaka stadens gator. Utanför staden hade ämbetet inga befogenheter och dess uppgifter kan liknas med dagens kommunala administration.
Uppgiften var att upprätthålla en behaglig och artig atmosfär samt att fungera som en marknadsinspektör och se till att handeln på marknaden var hederlig. Uppgiften var inte att kontrollera kvaliteten på de varor som såldes, men muhtasiben skulle ingripa om försäljaren gav felaktiga uppgifter om standardpriset på en viss produkt på marknaden. Muhtasiben kontrollerade att vikter och mätinstrument var korrekta samt stansade mynt. Skapandet av mynt medförde att ämbetet garanterade värdet på myntets metallhalt. Förutom dessa uppgifter hade muhtasiben ansvar för att vägarna i staden var framkomliga. En husägare som inte hade tagit hand om sitt hus kunde tvingas att endera riva huset eller reparera det för att det inte skulle rasa ut i gatan. Nya hus kontrollerades så att de var säkra och inte inkräktade på stadens vägar.
Förutom dessa uppgifter som rör stadsplanering och ordningen på marknadsplatserna hade ämbetet till uppgift att hålla ordning på samhällets allmänna moral och sedlighet. Hur denna verksamhet tog form hade antagligen stor variation, men den som var muhtasib hade liknande befogenhet som en qadi. Vanligast var att allvarliga och viktiga fall avgjordes i shariadomstolarna. Den som var muhtasib kunde ge straff i form av offentlig förnedring, utvisning (från staden) och kroppsstraff, med en begränsning till 40 piskrapp. Dessutom hade muhtasiben möjlighet att skicka den som var skyldig pengar till ett speciellt fängelse, ett så kallat skuldtorn.

## Andra betydelser av hisba

### Hisba i domstol
Vanligtvis kan endast en person som direkt är påverkad av en händelse anmäla det till domstolen och ställa någon inför rätta. En hisba är i denna bemärkelse en tredje part i en domstol. Hisba har rätt att representera en person som inte kan närvara eller en grupp av personer och lagenligt anmäla eller ställa någon inför rätta utan att vara direkt inblandad i händelsen. Hisba har i detta avseende en kollektiv eller samhällelig funktion att representera folket och mildra den generella regel som säger att den som är direkt påverkad kan ta ärendet till domstol.

### Hisba som religiös plikt
Det finns en religiös plikt som går ut på att muslimer skall framhäva det goda och motverka det onda eller olagliga (Amr bi ’l-ma’ rūf wa-nahy ’an al-munkar). Inom islam finns det två typer av religiösa plikter, individuella och kollektiva. Hisba är en kollektiv plikt en så kallad fard kifa’í. Att motverka det otillåtna kallas för att göra hisba och innebär att om någon ser någon göra något omoraliskt eller olagligt skall denna försöka förmå personen att inte göra det. Det kan handla om att försöka samtala med personen eller att handgripligen förhindra personen att till exempel dricka alkohol genom att slå sönder flaskorna. Detta ger en enskild individ rätt att agera mot det som är otillåtet, men det måste vara sanktionerat av de styrande. 
En del islamistiska rörelser anser att de muslimska länderna blivit oislamiska och som protest mot myndigheterna slår de ner på företeelser som de anser att myndigheterna borde ta hand om. Revolter har förekommit förut och hisba har historiskt varit knuten till sultanens (härskarens) makt och legitimitet. Grupper har brutit sig in i hem och förstört musikinstrument, krossat vinbuteljer och förstört andra föremål som de anser är olagliga för att markera sitt missnöje mot sultanen. Hisba blev ett sätt att säga att sultanen inte hade kontroll och saknade legitimitet då sultanen låtit folk hålla på med det som är otillåtet.  
I dagens diskussion kring sharialagens roll i samhället har begreppet hisba åter börja debatteras i bland annat Egypten. I Saudiarabien finns det sedlighetskommittéer (mutawi’a) även kallad religionspolis eller sedlighetspolis. Deras uppgift är att se till att de religiösa reglerna och påbuden efterföljs. Sin legitimitet får de från begreppet hisba som religiös plikt. Dessa sedlighetspoliser är inte under statlig kontroll utan under religiös kontroll. I Iran efter revolutionen finns det en liknande den Saudiska sedlighetskommittén kallad pasdaran. 